# Pseudopanurgus crenulatus
Pseudopanurgus crenulatus là một loài Hymenoptera trong họ Andrenidae. Loài này được Cockerell mô tả khoa học năm 1905.